# Kostyál Zsigmond
Tharnói Kostyál Zsigmond (Nyitra, 1862. május 20. – Budapest, 1917. október 20.), a közös állami számvevőszék alelnöke, udvari tanácsos, udvari titkár, a Lipót-rend lovagja.

## Családja és származása
Az régi nemesi sarjú tharnói Kostyál család leszármazottja, amely már 1507-ben II. Ulászló magyar király idején birtokadományt szerzett. Apja tharnói Kostyál Sándor (1828–1880), köz- és váltó ügyvéd, 1848-as honvéd-százados, anyja szentmiklósi és óvári Pongrácz Kamilla (1839–1909) volt. Az apai nagyszülei tharnói Kostyál Mihály (1785–1831), gróf Zay Imre uradalmi igazgatója, és Ruprecht Katalin voltak. Az anyai nagyszülei szentmiklósi és óvári Pongrácz Kázmér (1801–1880), földbirtokos, valamint szentmiklósi és óvári Pongrácz Mária (1811–1884) voltak. Kostyál Zsigmondnak a fivére dr. Kostyál Miklós (1864–1928), országgyűlési képviselő, vármegye főjegyzője, a Vaskorona rend lovagja; leánytestvérük tharnói Kostyál Mária (1872–1952). akinek a férje székhelyi Majláth Oszkár (1874–1942), pénzügyi miniszteri helyettes államtitkár.

## Élete
Alaptanulmányai befejezése után jogot végzett, majd 25 évesen Bécsbe távozott a cs. és kir. udvarba szolgálni: 1889. február 2-án I. Ferenc József magyar király Kostyál Zsigmond fogalmazó-gyakornokot számtanácsosi segéddé nevezte ki. Az uralkodó 1892. november 3-án Kostyál Zsigmond számtanácsosi segédet számtanácsosokká nevezte ki. A király 1895. november 27-én Kostyál Zsigmond közös legfőbb számszéki számtanácsosoknak az udvari titkári címet és jelleget legkegyelmesebben adományozta. Ő császári és apostoli királyi Felsége a közös legfőbb számvevőszék elnökének legalázatosabb előterjesztésére 1903. május 20-án kelt legfelső elhatározásával Kostyál Zsigmond közös legfőbb számvevőszéki udvari titkárt osztálytanácsosokká nevezte ki. 1905. október 1-jén a I. Ferenc József magyar király a cs. és kir. közös legfőbb számvevőszék elnökének előterjesztésére, Kostyál Zsigmond osztálytanácsosnak díjmentesen az udvari tanácsosi címet adományozta. A magyar uralkodó 1908. november 30-án kelt legfelső elhatározásával, a közös legfőbb számvevőszék elnökének legalázatosabb előterjesztésére Tharnói Kostyál Zsigmond udvari tanácsosoknak díjmentesen a Lipót-rend lovagkeresztjét adományozta meg. 1911. május 13-án a király az állami számvevőszék elnökének a miniszterelnök által előterjesztet javaslatára tharnói Kostyál Zsigmondot, a közös legfőbb számvevőszék udvari tanácsosát kinevezte a magyar állami számvevőszék alelnökévé a megállapított államtitkári ranggal és jelleggel.

## Házassága és leszármazottjai

A pacséri Csillaghy család címere

Feleségül vette a nemesi származású pacséri Csillaghy Családból való pacséri Csillaghy Margit (Isztebne, 1869. december 10. – Budapest, 1946. január 25.) kisasszonyt, akinek a szülei idősebb pacséri pacséri Csillaghy József (1830–1894), Árva vármegye alispánja, az árvai ágostai hitvallású esperesség főfelügyelője, országgyűlési képviselő, 1848-as honvédtiszt, és sédeni Ambrózy Anna (1834–1921) voltak. Az apai nagyszülei pacséri Csillaghy Sámuel (1770–1850), közbirtokos, uradalmi felügyelő, és felsőkubini Meskó Julianna (1802–1851) voltak. Az anyai nagyszülei sédeni Ambrózy Károly (1790–1846), földbirtokos és bajcsi Bajcsy Anna Teréz (1804–1893) voltak. Kostyál Zsigmondné Csillaghy Margit egyik fivére pacséri Csillaghy József (1853–1921), Árva vármegye főispánja, a Lipót-rend lovagja, nagybirtokos. Kostyál Zsigmond és Csillaghy Margit frigyéből született:
- Kostyál Margit Alexandra Jozefa Mária (Bécs, 1902. január 6.)[28]
- Kostyál Mária Judit "Margit" (Bécs, 1905. március 13.–?).[29] Férje: Topits József Rezső (Budapest, 1897. május 27.–Budapest, 1969. július 17.), császári és királyi 10. huszárezredbeli tartalékos zászlós, a Magyar Nemzeti Bank főellenőre,[30] Topits Alajos József gőztésztagyáros fia.
- Kostyál Irén (Bécs, 1906. február 26.–Budapest, 1961. július 3.)[31]
- Kostyál Zsigmond (Bécs, 1907. december 4.), Magyar Nemzeti Bank tisztviselője. Felesége: Szabó Margit Márta (Zsolna, 1910. január 27.)[32]